# ホワッツマイケル
『What's Michael?』（ホワッツ マイケル?）は、小林まことによる日本の漫画。また、それを原作としたOVA、テレビアニメ、テレビドラマ。
『モーニング』（講談社）にて1984年（昭和59年）から1989年（平成元年）にかけて連載され、単行本は8巻まで刊行された。この作品の連載時期は『柔道部物語』と重なっており、作者の多忙などから、特に連載末期には休載が多くなっていた。
2001年（平成13年）、同社の『イブニング』創刊号で『What's Michael? 9巻め』として連載を再開した。最初から短期連載を予告しており、2003年（平成15年）に9巻が出された。9巻については全話がオールカラーである。

## 概要
踊る猫・マイケルを主人公にした読切作品集。先に連載されていた『マンガの描き方』に登場するマイケルに人気が出たため、編集長の要請でマイケルの話を独立させたのが本作である
マイケルという名前は、当時プロモーションビデオ『スリラー』が流行していたマイケル・ジャクソンから取られた。
第1話でいきなりマイケルがマンションの高層階から転落死するのは、もともと『マンガの描き方』の1エピソードのつもりで執筆されており、全体的な設定が考慮されていなかったためである。
内容は大林家（アニメでは小林家）や今林（こんばやし）家が飼うマイケルを描くものが多いが、同じ登場人物が別の設定で登場する短編ストーリーも多い。回ごとに設定がまったく異なっており、マイケルの飼い主も設定ごとに異なっている。
また、マイケルも常に飼い猫とは限らず、野良猫であったり、一切人間キャラクターが登場せず、マイケルら猫・犬が会社員だったり、麻雀を打つ、野球をするなど擬人化されたストーリーも多い。『猫本』収録のインタビューによると、「マイケルを主人公にしたコントを週1本作っているようなもの。そのため、張り込みなどのコントで定番の設定が時々出てくる」とのこと。
作者の観察眼を通した猫の習性を面白おかしく解説した豆知識が豊富に描かれており、猫の生態をギャグにしたことと、マイケルのキャラクター性が女性からの人気を呼び、小林にとっては『1・2の三四郎』に次ぐヒット作となった。マイケルはNECのCDプレーヤーやJTBの旅行券積み立て「たびたび」などのイメージキャラクターに起用され、テレビCMにも登場した。なお、出版社が同じ講談社だからか本編に柔道部物語の三五十五と実家の寿司屋が出てくるエピソードがあり、回によっては柔道までする。
1986（昭和61）年度、第10回講談社漫画賞一般部門受賞。
アメリカ合衆国でも1997年にダークホースコミックス（Dark Horse Comics）から単行本が出版され、その後2006年までに11巻が出版された。中の図版が左右で反転されており、アメリカで標準的な左上から右下へとコマを進める「左綴じ」に合わせたレイアウトに変更されている。
2020年には同社から上記コミックスの1巻から6巻までを収録した「FATCAT COLLECTION VOLUME 1」が、翌年に7巻から11巻を収録した同「VOLUME 2」も出版されている。

## 登場キャラクター
マイケル
本作の主人公。トラ猫（茶トラ、赤猫）のオス。マイケルの設定は各ストーリー毎に飼い主や家族構成が異なっており、野良猫の場合もある。性格は基本的に真面目で善良、運は結構悪い。第7巻『三匹の猫』での通称は「うにゃうにゃ」。「9巻め」では老猫。ポッポやミニケルなどの妻子持ちは基本的に大林家のマイケルである。どの設定でもほとんどは踊る猫として登場し、主に何かを失敗した際に誤魔化すように踊る。

### 大林家
大林さん
マイケルの飼い主。サラリーマン。マイケルの飼い主としては最も登場回数が多い。当初マンション住まいだったが後にマイホームを手にする。原作では作者との関連はないもの、アニメ版では漫画家という設定になっており、名前も小林に変更されるなど、作者の分身的扱いとなっている。「9巻め」ではすっかり頭が禿げ上がっていた。
大林さんの妻
寝起きがとても悪く、猫達と子供に毎日起こされている。強気で明るい性格で、普段はマイケル達を可愛がっているが、気分次第で八つ当たりすることもある。「9巻め」では太っている。
たまみ
夫妻の娘。5巻にて誕生し、8巻にはある程度言葉が話せるまでに成長。大林さんの妻にマイケルが怒られる要因を作ることが多い。泣く前の渋い顔と泣き声の凄まじさが、猫達を驚かせる。「9巻め」ではガングロの高校生になっている。
ポッポ
マイケルの妻。発情期を迎えたマイケルのために買ってきた白いメス猫。しかし、大林家に来た時はまだ仔猫だったため、マイケルは8カ月も我慢せざるを得なかった。やがて何十匹も仔猫を産み、夫妻を困らせる。これら産まれてきた仔猫達はミニケルを残して他の家庭に里子として引き取られることになる。美形な顔立ちで性格はおしとやかであるが、時に失態を犯したマイケルに厳しく怒る場面もある。マイケル同様に「9巻め」では老猫。
ミニケル
マイケルとポッポの息子。最初は仔猫であったが、連載途中でマイケルよりも大きくなった（太った）。マイケル似のトラ猫のオス。
ムニケル・メニケル・モニケル
8巻で生まれたマイケルとポッポの息子。マイケル似のトラ猫。
ラー
ムニケルらと同時に生まれたマイケルとポッポの娘。大林家にとっては「待望の女の子」であった。ポッポ似の白猫。スピーカーにあった穴から中に入って眠っていたところ、その間に成長して穴から出られなくなってしまった。
ハナコ
大林さんの妻の実妹。当初は名前は無かったが後に「ハナコ」という名前がつけられた。　猫の惑星編では主役となる、猫が支配する惑星に行きつきゾウアザラシと間違われ、カトリーヌ（ニャジラ）のサーカス団の花形スターとなった。

### 今林家
今林（コンバヤシ）
マイケルと伸之助の飼い主。バーコード頭の中年男性。よく伸之助をひっぱたく。
話によっては会社の社長だったりするが、山梨県の山奥に「東京コンバヤシランド」なるテーマパークを作って失敗したり、猫が食うのを嫌がるような餌を開発したりと、あまり事業はうまくいってない様子。
猫の惑星編では宇宙船の船長として登場、猫の惑星に漂着しサーカス団でハナコと再会、ゾウアザラシ二世誕生をもくろむカトリーヌ団長にそそのかされ、ハナコに交配を迫る、救出に来た宇宙船の仲間とサーカス団から脱走を試みたが、逃げ切れずに捕まり、ハナコの代わりにショーを演じる羽目になる。
今林の妻
他の今林家の住人同様、伸之助には厳しくマイケルには優しい。
伸之助
今林家の飼い犬。主人からはあまり良い待遇を受けておらず、「いいもの」を貰うと、嬉しさのあまりもったいなく土の中に隠してしまうほど。食事はドッグフードではなく残飯である。何らかの事情により猫の子供と取り違えられてしまい、母猫からのネグレクトを受けていたところを見かねた今林に引き取られた。自分を可愛がらない今林に強い愛情と忠誠心を抱く理由はその恩義によるものと思われる。性格はいたって真面目だが運も要領も悪いため、結果的に損な役回りになることが多い。来客に吠えたことで叱られたため、泥棒が来た際にもまた叱られることを恐れて吠えるのを躊躇してしまい、あっさり侵入を許してしまう。アニメでも損な役回りは相変わらずで、原作にない理不尽なエピソードも追加されている。しかし両親よりは伸之助に構う今林家の長女・加奈子の追加や食事はドッグフードを与えられているなど原作よりは今林家での待遇が若干改善されている。
擬人化編でポッポとお見合いをしたストーリーもあったが、お互いの趣味や生活習慣が合わず、当然破談となった。
娘
久しぶりに実家に帰ってきた今林家の娘。マイケルに優しく伸之助に厳しい相変わらずの待遇を不憫に思い、優しく接し、高級ドッグフードや犬用おもちゃを与えるも、親切にされていることに慣れていない伸之助の貧乏性（もったいないので大事に片づけ、お父さんのサンダルで我慢するなど）に呆れる場面も。

### 加世子とその一家
父
サラリーマン風の壮年男性。加世子兄妹の父であり、マイケルの飼い主。眼鏡をかけている。
母
主婦と思われる。加世子兄妹の母。
祖母
加世子兄妹の祖母。父方か母方のどちらであるかは不明。
兄
加世子の兄で、小学生。
加世子
小学生の少女。マイケルの強敵として登場。小学生の少女らしく、鼻をふさぐ・舌をつかむ・しっぽで遊ぶなど様々ないたずらでマイケルを参らせている。アニメでは今林家の一人娘として登場する。年齢は原作より上。強気な性格で男児のような口調でしゃべり、伸之助にも高圧的な態度で接している。

### ヤクザ
K
ヤクザであるが大の猫好き。ノラの子猫だったマイケルがあまりに可愛かったため、家に連れ帰って育てている。ヤクザが猫を可愛がるのは軟弱と見られると思い込んでおり、猫を飼っていることを内緒にしている。
M
Kの組とは敵対している講談組の幹部。猫恐怖症であることをひた隠しにしている。猫恐怖症は筋金入りで、近くで見かけただけでも金縛り状態になりパニックを起こし、マイケルを飼ってる愛人（正妻？）の家に行った際には背中にサロンパスを貼りベッド周りにみかんを置くという猫対策をしていた。なおKとは別の組であり、本編では顔合わせもしていて戦いは続くという解説コマもあったが、その後会うエピソードは描かれなかった。

### The 逃亡者
リチャード・キンブリ
職業は獣医であったが、身に覚えのない妻殺しおよび淫行などの罪で死刑を宣告されるも、護送中の列車事故で辛くも脱出。逃亡生活を送る。困っている動物を見ると放っておけず、警察に追われている最中だとしても、動物のトラブルを解決することを優先する。住宅に不法侵入をしてでも動物を助けるが、トラブルの解決後は飼い主に感謝されている。映画『逃亡者』の主役、リチャード・キンブルのパロディ。
ジェラードリ
キンブリを追い続ける刑事。階級は警部。同じく映画『逃亡者』の準主役、ジェラード警部のパロディ。

### その他

#### 人間、妖怪
立花 礼子
都内に住む22歳のOL。子猫だったマイケルを公園で拾って育てている。マイケルを溺愛し、一時たりとも離れたがらない性分ゆえに会社に遅刻することが多い。
礼子の祖母
田舎から礼子を訪ねてやってきた。東北弁のような訛りがある。猫のしつけに非常にうるさく、マンションで可愛がられ育った室内飼いのマイケルに「最近の猫はだらしねえ」と厳しく接するも踊りが得意という点で意見が合った。
根岸 信一郎
私立探偵。誤って届いた立花礼子からの手紙がきっかけで文通友達になり、後に結婚する。
多頭飼いの女性
マイケルの他にも多くの猫を飼っている若い女性。朝は猫たちのご飯おねだりで起こされるため、寝坊せずに済んでいる。それなりに猫たちを可愛がってはいるが、猫の食事よりも友人との電話を優先するなど、他の飼い主に比べればおざなりにしている部分が多い。
唇の厚い青年
マイケルの飼い主の青年。マイケルと仲良くしようと必死だが、肝心の猫の気持ちや性格をまったく理解せずに無理やりコミュニケーションやスキンシップを取ろうとしているため、ほとんどの場合鬱陶しがられている。数十年後の老人の姿でも登場し、自らの若い頃と同じようなことを猫に強要している青年を嗜めコミュニケーションの見本を見せようとするが、結局何も成長しておらず猫に嫌がられた。
北条 志乃
様々な現場から現地の状況を伝えるレポーター。気象予報士やアイドルとしても登場した。1・2の三四郎からのゲスト出演。
朝丘山雪路子
人気№1の美人女優。ニャジラの飼い主として登場した。名前は朝丘雪路の捩り。
岩橋 健二
ノラ猫の写真を撮るため町を歩く、フリーランスの写真家。年齢は28歳。マイケルを撮影中に不審者と疑われ、警察に連行される。
アリス
お金持ちのお嬢様。唯一の友達だった飼っていた金魚が亡くなり悲しみに暮れるが、父親が連れてきたマイケルを気に入り、仕草を見て元気を取り戻していく。
マイケルの真似をしだし、次第に豪快になっていく。我侭なところもあり、マイケルとの喧嘩も目立つようになる。
ロラキュラ伯爵
ルーマニアのトランシルバニア地方に住む、ニンニクも十字架も太陽光も恐れない最強の吸血鬼だが猫が大の苦手。
この地方が猫ブームになったため、実家の土地を売って車を買って、若い女性の血を求めて町を転々としている。
年齢は857歳。「実践吸血鬼」なる本を読み、吸血を試みるものの上手くかいず、かれこれ100年ほど人間の血を吸っていない。
テロリストT
国際犯罪者。
目的のためなら手段を選ばない氷のような男。自身の武器を見つけた愛人とマイケルを射殺。その後、行く先で何故か何匹ものマイケルに遭遇する。
踊るマイケルの目撃者で、マイケルが踊った理由に付いて度々ツッコミを入れていた。
猫屋敷のお兄さん
平屋の一軒家に一人暮らしする男性。猫に非常に懐かれているのか、それとも男性宅を気に入っているのか不明だが、マイケルなど他家の飼い猫が多数家に上がり込んではくつろいでいるが、追い払うことも何もせず、好きなようにさせている。そのうち飼い主たちが大勢やってきて、彼に「お邪魔しました」と謝りながら猫たちを引き取るというお決まりパターンがある。彼自身は猫を飼っていない。
猫だけではなく犬やハトにも懐かれており、トラックにはねられそうになった際には犬に助けられ、頭上に植木鉢が落下して来た際にはハトに助けられる。ヤクザMにからまれた時は、猫が十数匹と犬やハトが彼を取り巻くように集まり、Mを撃退している。
小林
作者の自画像と同じ顔（短髪に口ひげ）をしており、様々な形で登場している。サラリーマンの大林さんとは別人だが、アニメ版ではサラリーマンの大林さんが漫画家の設定になっており、名前も小林に変更されているなど、設定的にかぶっている部分がある。

#### 猫たち
ニャジラ
最強のメス猫。猫種は三毛猫。非常に横暴で、物事を暴力で解決するため、マイケル達からは非常に恐れられており、犬でさえもニャジラを恐れる。体重15 kg。ニャジラが本名の場合と、通称の場合と設定によって異なる。女優に飼われている場合ではカトリーヌと名付けられ、ほとんどの設定において飼い主からは溺愛されている。寿司屋（『柔道部物語』からの出張）で飼われている設定では、小さい頃は可愛らしい仔猫であり、成長するまではミケと呼ばれていたが成長と共にニャジラに改名された。珍しい種類の猫としてペットショップで売られている話では、ずっと売れ残り、どんどん値下げされた挙げ句、最終的に「タダ＋猫缶付き」になってしまう。
大助
楠グループ会長宅の飼い猫で、200万円するアメリカンショートヘアー。ニャジラと結婚した。なぜニャジラのような不細工なメス猫と結婚したかについては「男の悲しい性」という事であり、男性登場人物が大助の心中を思いやり複雑そうな表情をしていた。
スー
マンションの5階の住人に飼われている。
ミニケルの初恋相手でお互い好意を持つが、飼い主がいつもベランダから外を見ているスーに気を利かせて庭付きの家に引越ししてしまい、会うことができなくなったミニケルは失恋してしまう。
「猫の惑星」ではアナウンサーとして登場する。
ジロー
井間村さんちの飼い猫（シャム猫）。
愛想と行儀がよく、一緒に飼われているウサギとインコともいたわりながら仲良く同居しており、近所でも評判がいいが、マタタビを食べると凶暴になってしまう。
チャルメラ
マイケルたちが住むの地元の1丁目から4丁目を取り仕切るボス猫。マイケルたちからは｢チャルさん｣と呼ばれ慕われている。不細工な三毛猫の愛人（？）がいる。
ニャー丸
気性の荒いオス猫で、マイケルらを従えたニャー丸組の親分、チャルメラから次期ボス猫候補と目されていたが、去勢手術を施され、おとなしい性格（飼い主曰く「いい子」、チャルメラ曰く「ふぬけ」）になってしまった。能條純一の『翔丸』のパロディ（猫化）キャラ。

## 設定
設定は作品の回ごとに全く異なっている。マイケルが飼い猫であるとは限らず、また妻子持ちでない場合も多い。以下、特に描かれることの多い設定を記す。

### 大林家編
サラリーマンの大林夫婦に飼われている設定。本作品世界で最も登場回数の多い設定。当初はマンション住まいの夫婦とマイケルの二人+一頭暮らしであったが、その後マイケルの妻としてポッポを購入し、子猫も多数生まれた。大林さん夫婦にもたまみという娘が誕生する。
マンション時代は完全な室内飼いだったマイケル一家も、大林さんのマイホーム購入後は頻繁に外に出るようになっている。基本的にマイケル一家の日常を描くもので、奇抜な設定は特にない。
アニメでは大林さん夫婦の設定が大きく変更されており、名前が小林に、職業が漫画家になっている。またマイホームは購入せずマンション住まいのまま。すぐ近所に伸之介が飼われている今林一家が住んでいる。

### 今林家編
中年の今林夫婦を中心とする家族に飼われている設定。マイケルの他に、伸之助という犬が飼われている。この設定では、マイケル以上に犬の伸之助にスポットが当てられ、その不遇を描くことが多い。伸之助なりに一生懸命飼い主に仕えているが、どうにも空回りして今林さんにこっぴどく怒られるなど、不運な結末に陥る。反対にマイケルが猫流のきままな生活でうまく世渡りしていき、飼い主にも可愛がられるという、猫と犬の性格や待遇の違いを演出していることが多い。
踊る猫を飼っているということで雑誌フライレーの取材を受けたこともある。

### 加世子の一家編
小学生兄妹と父母祖母の一家の設定。
他の飼い主一家に比べるとマイケルに対してドライであり、マイケル自身も騒動を起こしては叱られるといった場面が多い。隣家でニャジラが飼われている。加世子は年齢相応にいたずらが多く、マイケルに対して様々ないたずらを行い、マイケルが逃げるといったシチュエーションが見られる。

### 立花礼子編
都内マンションに住む若い独身OL礼子（後に私立探偵と結婚）とその飼い猫マイケルの物語。基本的にはマイケルとの二人（一人+一頭）暮らしであり、礼子は他の設定におけるマイケルの飼い主よりも溺愛しているため、雑誌（猫の手帖）にマイケルがいかに可愛いかを長くつづった手紙を投稿したり（結局は配達ミスで、礼子の後の夫になる探偵の元へ届いた）、マイケル可愛さゆえに家を出られなくなるといったシチュエーションが主。

### ヤクザ編
猫恐怖症のヤクザMや、猫好きのヤクザKの物語。KとMは敵対する暴力団組織に属しているという設定は各話で共通しているものの、マイケルの飼い主については回ごとに異なる。Kのみが登場する場合と、KとM共に登場する場合はマイケルの飼い主はKであるが、Mのみが登場する場合はMの愛人がマイケルの飼い主であったりする。
内容は毎回、Kがマイペースなマイケルに翻弄されながらも溺愛している様子や、Mが猫に怯えて逃げ惑い様々な猫対策に追われる様子を描く。

### 擬人化編
人間が一切登場せず、猫や犬が人間のように生活している設定。ただし、統一された設定はなく、毎回各キャラクターの職業やバックグラウンドは異なっている。
基本的にマイケルやポッポ、ニャジラや伸之助ら猫・犬たちは人間と同じように直立して二足歩行をし、服を着用して言葉を話し、人間のように生活している。麻雀で欲しい牌を見せられ、尻尾を振ることで待ちがバレてしまう伸之助や、会社の営業会議中に丸くなって居眠りする、野球では虫に注意を引かれてじゃれついてしまい盗塁を許すなど、行動パターンや性格などはほとんどの場合犬や猫そのままである。この擬人化編でも大林家同様にマイケルとポッポは夫婦及び恋人同士という設定になることもあった。

### The 逃亡者
無実の罪で死刑判決を宣告され、脱獄した獣医・リチャード・キンブリとそれを執拗に追うジェラードリ警部の物語。逃亡先での猫のトラブルを獣医の知識で解決していく。
元ネタはテレビドラマ『逃亡者』。キャラクターもそれぞれ同ドラマのキンブリ=リチャード・キンブル、ジェラードリ=ジェラード警部となっている。
トラブル(大抵ずぼらな飼い主が猫をぞんざいに扱っている)に遭い、キンブリに助けてもらう猫は毎回マイケルであるが、飼い主はそれぞれ異なっており、キンブリ自身もその都度初めて出会ったかのような対応をするため、各マイケルたちは同一猫ではないような演出となっている。1度だけ寿司屋に飼われたニャジラが登場する回があるが、この時はキンブリがニャジラに助けられる格好になっている。

## アニメ

### OVA
1985年（昭和60年）11月25日に60分の第1巻が発売。1988年（昭和63年）7月25日に50分の第2巻が発売された。第2巻は当初の発売予定年（1987年〈昭和62年〉）から延期したことで後述するテレビアニメ版の放送中に発売される形となった。キティ・フィルムと講談社の共同製作。発売はキティエンタープライズ。VHS版・LD版がリリースされたが、現在は全巻廃盤となっている。

#### 声優
- マイケル - 大竹宏
- 野沢雅子
- 飯塚昭三
- 鈴置洋孝
- 屋良有作
- 銀河万丈
- 田中秀幸
- 山田栄子
- キートン山田
- 塩沢兼人
- 福士秀樹
- 永井一郎
- 鵜飼るみ子
- 竹中直人（第2巻）

#### スタッフ
- エグゼクティブ・プロデューサー→製作 - 多賀英典、平賀純男
- プロデューサー - 井上明、鈴木良平、小林正典
- 監督 - 長尾粛（第1巻）、古川順康（第2巻）
- 作画監督・キャラクターデザイン - 的場敦（第1巻）、島崎克実（第2巻）
- 音楽 - ライオン・メリー、小林まこと、森川欣信
- 音響監督 - 松浦典良
- アニメーション制作 - キティ・フィルム
- 製作 - キティ・エンタープライズ、講談社

### テレビアニメ
1988年（昭和63年）4月15日から1989年（平成元年）3月28日までテレビ東京系列にて放映された。講談社製作。全45話。事実上の製作元であるディック→K.K.C&Dは日本国内向け作品で初めて表記が行われ、1996年（平成8年）まで海外アニメと日本国内向け作品を同時に手掛ける経営方針へと移行するきっかけとなった。2006年（平成18年）から2007年（平成19年）までCS放送のアニマックスで再放送された。

#### 声優
- マイケル - 富山敬
- 小林さん - 梅津秀行
- おくさん - 鷹森淑乃
- ポッポ - 川村万梨阿
- ニャジラ - 松井摩味
- 伸之助 - 増岡弘
- 加世子 - 山瀬まみ[註 2]→南杏子
- 志乃 - 玉川紗己子
- チャル - 島香裕
- 加世子の祖父etc - 水鳥鉄夫
- 磯野etc - 大滝進矢
- ポッポ飼い主のヤクザetc - 沢木郁也
- 加世子の祖母etc - 滝沢久美子
- 朝丘山雪路子　- 南杏子
- 漫画家志望の少年 - 小粥よう子（第44話ゲストのみ）ほか

#### スタッフ
- 企画：平賀純男、内田勝
- 音楽：馬飼野康二、加藤みちあき
- アニメーションキャラクターデザイン：椛島義夫
- 文芸：飯岡順一
- 脚本：中村修、桜井正明、岸間信明、島崎真弓、田中浩司、杉原恵、金春智子、浦沢義雄、中弘子、渡辺麻実、麻尾るみこ、川崎裕之、翁妙子、萩田寛子、久島一仁、隅沢克之、あかほりさとる、影山由美、松井亜弥、桶谷顕、平柳益実 ほか
- 絵コンテ・演出：高須賀勝己、矢沢則夫、岡嶋国敏、後藤峯夫、広嶋秀樹、原征太郎、野田拓実、古川政美、日巻裕二、岡田聡、奥田誠治、金子伸吾、石踊宏、仙波隆網 ほか
- 作画監督：椛島義夫、大宅幸男、山田きさらか、大武正枝、青鉢芳信、船塚純子、松本勝次 ほか
- 美術監督：金村勝義、砂川千里、内田好之
- 音響監督：山崎宏
- 編集：井上和夫
- プロデューサー：江津兵太、池田朋之（テレビ東京）、鈴木良平（講談社）
- チーフディレクター：樋口雅一
- アニメーション制作：スタジオ古留美、アニメフレンド、きのプロ、スタジオジュニオ、スタジオエニィワン、スタジオ童夢、シャフト、ランダム、ACプロダクション
- 製作協力：ディック→K.K.C&D
- 製作：テレビ東京、講談社

#### 主題歌
オープニングテーマ
「マイケル音頭」（前期）
作詞 - 魚住勉 / 作曲・編曲 - 馬飼野康二 / 歌 - 山瀬まみ
「マイケルNo.1!」（後期）
作詞 - 魚住勉 / 作曲・編曲 - 馬飼野康二 / 歌 - 山瀬まみ
エンディングテーマ
「星空のエトランゼ」（前期）
作詞 - 魚住勉 / 作曲・編曲 - 馬飼野康二 / 歌 - 山瀬まみ
「失恋ブギ」（後期）
作詞 - 安藤芳彦 / 作曲 - 山梨鐐平 / 編曲 - 米光亮 / 歌 - 山瀬まみ

#### 各話リスト
1. 「マイケル登場」
2. 「忠犬・伸之助」「マイケルの一日」「ニャジラ現わる」「消えたニボシ」
3. 「踊るマイケル」「リングに賭ける」「注射はきらい」「麻薬捜査官マイケル」
4. 「マイケルオンステージ」「恐怖のニャジラ」「ポッポ物語」
5. 「猫になった小林さん」「柔道猫物語」「逃亡者」「マイケルとお客さま」
6. 「マイケルのおるすばん」「ポッポのお見合い」「張り込み」「真夜中の戦い」
7. 「ニャジラ物語」「猫の喫茶店」「マイケルの恩返し」「裸のマイケル」
8. 「伸之助の幸せ」「恐怖の訪問者」「猫の調教いたします」「ワンニャンマラソン」
9. 「もてもてマイケル」「マイケルのビジネスマン」「お風呂はきらい」「ニャジラ売ります」
10. 「開かないドア」「おばあちゃん大好き」「マイケル救出作戦」「マイケルむかしばなし　みにくいねこ子」
11. 「猫の手も借りたくない」「マイケル名画劇場　逃亡者パート2」「迷惑なおみやげ」「コートに賭ける」
12. 「ライバルを消せ」「踊ろう!マイケル音頭」「ワンニャン大作戦」「マイケルむかしばなし　ニャンデレラ姫」
13. 「迷子のマイケル」「ニャジラの秘密」「マイケルとの七日間」「熱中先生・伸之助」
14. 「世界はマイケルのために」「伸之助の出迎え」「目撃者マイケル」「お邪魔ネコ」
15. 「猫に好かれる方法」「逃亡者パート3」「踊ろう!マイケル音頭」「風雲!猫相撲」
16. 「猫に爪あり」「取り調べ」「一番暑い日」「会議は眠い」
17. 「夫婦ゲンカは猫も食わない」「猫とカメラマン」「マイケル七変化」
18. 「こまったコマーシャル」「猫と暮らす方法」「マイケル最悪の日」「ワンニャンオリンピック」
19. 「とんだお客様」「伸之助の夢」「食べすぎはダメよ」「立腹パーティ」
20. 「セールス撃退作戦」「逃亡者パート4」「帰れないマイケル」「爆笑!フルコース」
21. 「マイケルのデパート探検」「マイケルむかしばなし　かぐや猫」「おばあちゃん対殺し屋」「かってに伸之助」
22. 「猫と座禅と和尚さん」「名探偵マイケル」「猫とSOS」「あべこべ生活」
23. 「マイケルの子守唄」「恐怖!猫の惑星」「忍者がニャンじゃ」「加世子の逆襲」
24. 「赤ちゃんは苦手」「嵐を呼ぶ伸之助」「とんだハイキング」「マイケルむかしばなし　眠れる森のポッポ」
25. 「すりすり猫にご用心」「マイケルむかしばなし　マイケルの浦島太郎」「注射大好き伸之助」「猫と殺し屋」
26. 「百獣の王マイケル」「爆走!マイケルタクシー」「花嫁はニャジラ」「猫のご先祖様」
27. 「出前獣医あらわる」「マイケルねずみ小僧」「あの道この道ねこの道」「真犯人はだれニャ?」
28. 「マイケルとおしゃべりインコ」「チャンピオンニャジラを倒せ」「とんだ珍獣騒動」「恐怖の宴会!?」
29. 「マイケルと錦鯉」「マイケル名画劇場　ニャンタッチャブル」「ペット写真コンクール」「吸血鬼ロラキュラ」
30. 「愛しの仔猫」「マイケルと豆の木」「悲しき編集者」「ポッポの乙女心」
31. 「赤ちゃん騒動」「ジャングルの王ターニャン」「芸術は猫だ!」「ダイヤモンドは永遠に」
32. 「猫と恋人たち」「どろぼう猫」「マイケルのクリスマス」
33. 「霊感ねこ　マイケル」「飛ぶのは怖い」「珍獣ニャジラ」「大忙し!年の暮れ」
34. 「マイケルのお正月」「マイケルむかしばなし　猫年がない理由(わけ)」「ワンニャン寒中水泳」
35. 「無実のマイケル」「伸之助の恋」「スキー大好き」「マイケルむかしばなし　ワンニャン合戦」
36. 「闘病生活」「マイケルむかしばなし　白雪姫と七匹の子犬」「恋するニャジラ」「伸之助の銅像」
37. 「他人のメシ」「マイケルむかしばなし　マイケルと魔法のランプ」「帰ってきた伸之助」「猫に好かれる男」
38. 「ボスの座」「ニャジラ誘拐さる!?」「マイケルむかしばなし　マイケルの西遊記」「猫と回転寿司」
39. 「マイケルの帰り道」「伸之助の恩返し」「バレンタイン大作戦」
40. 「伸之助のお留守番」「ロラキュラ日本へ行く」「マイケルは見ていた」「マイケルむかしばなし　猫の恩返し」
41. 「今夜は眠れない」「マイケルむかしばなし　マイケルとこぶとり爺さん」「犬あげます」「マイケル名画劇場　ピーターニャン」
42. 「ボスの後継者」「伸之助のお買い物」「エリートなんかぶっとばせ!!」「最後の猫」
43. 「ノミ取り首輪」「恐怖の放課後」「マイケルむかしばなし　ニャンニャン桃太郎」「マイケルを救え」
44. 「マンガ家の弟子」「マイケル漂流記」「復活!ボス猫チャル」「ワンニャン卒業式」
45. 「マイケルむかしばなし　三匹の子ねこ」「山村刑事・執念の尾行」「化け猫騒動」「マイケルのルーツ」

#### ネット局
| 放送期間（または、放送体制）              | 放送時間                                                                   | 放送局         | 対象地域       | 備考           |
| ----------------------------------------- | -------------------------------------------------------------------------- | -------------- | -------------- | -------------- |
| 1988年4月15日 - 1989年3月28日             | 金曜 19:00 - 19:30（第1話 - 第21話） 火曜 19:30 - 20:00（第22話 - 第45話） | テレビ東京     | 関東広域圏     | 制作局         |
|                                           |                                                                            | テレビ大阪     | 大阪府         |                |
| 第21話まで同時ネット 第22話以降遅れネット | 金曜 19:00 - 19:30（第1話 - 第21話） 土曜 19:00 - 19:30（第22話 - 45話）   | テレビ愛知     | 愛知県         |                |
| 遅れネット                                | 不明                                                                       | テレビせとうち | 岡山県・香川県 |                |
| 1989年2月15日 - 1990年2月7日              | 水曜 16:25 - 16:55                                                         | 富山テレビ     | 富山県         |                |
| 1988年4月26日 - 1989年4月18日             | 火曜 16:10 - 16:36                                                         | 石川テレビ     | 石川県         |                |
| 遅れネット                                | 不明                                                                       | テレビ山梨     | 山梨県         |                |
|                                           | 金曜 19:00 - 19:30                                                         | びわ湖放送     | 滋賀県         |                |
| 1988年5月26日 - 不明                      | 木曜 18:30 - 19:00                                                         | 奈良テレビ     | 奈良県         |                |
| 遅れネット                                | 不明                                                                       | テレビ和歌山   | 和歌山県       |                |
|                                           | 金曜 0:30 - （木曜深夜）                                                   | テレビ新広島   | 広島県         | 唯一深夜に放映 |
|                                           | 不明                                                                       | 鹿児島テレビ   | 鹿児島県       |                |

#### 備考
- 中国、深圳電視台で吹き替え版も放送された。アニメのタイトルは、「俏皮猫(かわいい猫)」。他の呼び名に、「俏皮猫麦克(かわいい猫マイケル)」「猫怪麦克(奇妙な(不思議な)猫マイケル)」などがある。
- キー局のテレビ東京では前期の半年間は金曜19時台前半で放送されていたが、本作の枠移動後、テレ東の金曜19時台前半におけるアニメのレギュラー放送は、2020年（令和2年）10月9日に『ポケットモンスター』（枠は18:55 - 19:25）が日曜18時台から移動するまで32年間なかった。
- 映像ソフト化としては、VHS版・LD版がリリースされたが、現在は全巻廃盤となっている。

## テレビドラマ
フジテレビの月曜ドラマランドの枠で2度ドラマ化された。1度目は1986年（昭和61年）11月24日放映、吉沢秋絵主演。2度目は1987年（昭和62年）7月27日放映で小比類巻かほるが主演だった。マイケルやニャジラはパペットが製作され撮影に使われた。声は中村ゆうじ（現・中村有志）が当てた。
なお、ドラマ版に出演した原田芳雄は、当時NHK大河ドラマ『独眼竜政宗』において、最上義光役で出演しており、これに合わせたのかマイケルがバレーの試合中、原田がサーブしたボールが片目に当たり、眼帯をつけて伊達政宗をイメージしたような登場シーンが一度あった。その際、大河ドラマのテーマが流れ、ポッポが「愛姫」とマイケルから呼ばれるなど、大河ドラマにリンクした試みも存在。

### キャスト
第1作
- 吉沢秋絵
- 森下愛子
- 黒沢年男（現・黒沢年雄）
- マイケルの声 - 中村ゆうじ（現・中村有志）
- 大竹まこと
- 斉木しげる
- きたろう
- 岡本麗
- 石井光三
- 斉藤晴彦
- 中島唱子

### スタッフ
- 演出：佐藤健光
- 脚本：安斎あゆ子、鈴木哲
- 企画：久保田榮一
- プロデューサー：中曽根真弓、石川泰平
- 演出補：小池唯一、雑賀俊郎、金子与志一、片山修
- 音楽：伊豆一彦
- 技術：東通
- 制作：フジテレビ、泉放送制作

## キャラクターグッズ
連載当時、サンアロー社のぬいぐるみをはじめとする各種キャラクターグッズが販売された。鼻の周りが白く原作やアニメのデザインとは若干異なる。
ぬいぐるみはドラマ『パパはニュースキャスター』にも登場した。

## 関連商品
VHS・LD
ホワッツマイケル
CD
ホワッツマイケル

## ゲーム

### ゲームソフト
マイケルEnglish大冒険 マイケルの単語帳（初級編）（ファミリーコンピュータ ディスクシステム）
1987年6月13日にスコーピオンソフトより発売された、『What'sマイケル?』のキャラクターを使用した英語学習ゲーム。プレイヤーはマイケルを操作し、画面中に漂うアルファベットを取り、表示された英単語を完成させていくといった内容。間違った文字を取るとニャジラが出現し、触れるとダメージを受ける。続編シリーズ?として「日本地理制覇大冒険」「歴史大冒険」などがラインナップされていたが、『What'sマイケル?』のキャラクターを使用する予定だったかどうかは不明。しかし結局発売されることなくお蔵入りとなった。
ホワッツマイケル?（WHAT'S MICHAEL）
1989年にマイクロキャビンから発売されたゲームソフト。対応機種は、PC-8801MK2SR以降、PC-9801シリーズ、MSX2。同社発売の『めぞん一刻』『きまぐれ★オレンジロード』に続く、後のビジュアルノベルのような紙芝居式アドベンチャーゲームだった。
オープニングデモのBGMとして「WHAT'SMICHEL NO.1」が使われるなど、テレビのBGMをそのまま使用した。
同タイトルのゲームアプリとは関連はない。

### ゲームアプリ
ホワッツマイケル?（WHAT'S MICHAEL）
2003年に講談社とスペースアウトが提供するモバイルゲームサイト「コミゲーi講談社」にてパズルゲームが配信されていた。アプリの利用には利用料金がかかる。同タイトルのゲームソフトと関連はない。

## 註
1. ↑  挙式した、入籍したという訳ではなく、この「結婚」とは交尾の事である。
2. ↑  主題歌を歌っていた山瀬サイドの希望で声優として出演することになったが、芸能活動が多忙になって降板したという[8]。